# Intel Compute Stick
L'Intel Compute Stick est un ordinateur à carte unique développée par Intel. L'ordinateur, selon Intel, est conçu pour être plus petit qu'un ordinateur de bureau classique ou que tout autre ordinateur de petite taille, tout en gardant des performances comparables.
Son connecteur principal, un port HDMI 1.4, branché à un moniteur compatible (ou à un écran de télévision) et muni d'un clavier et d'une souris Bluetooth, lui permet d'être utilisé pour des tâches informatiques générales comme un ordinateur régulier.
Ce petit appareil a été lancé au début de 2015 avec un microprocesseur économe en énergie Atom Z3735F de la famille Bay Trail d'Intel, une famille de systèmes sur une puce qui ont été principalement conçus pour une utilisation avec les tablettes et les ordinateurs 2-en-1. Le processeur offrait une fréquence d'horloge de 1,33 GHz et une mémoire vive maximale de 2 Go. Une telle configuration était suffisante pour un usage de divertissement à domicile, de bureautique, de client léger et d'affichage dynamique.
En mi-2015, Intel a annoncé que la deuxième génération de l'Intel Compute Stick allait inclure les avancées de la famille de processeurs Bay Trail. Les nouveaux dispositifs (attendus au quatrième trimestre 2015) seront dotés de puissance de traitement supplémentaire ainsi que de 4 Go de mémoire vive pour supporter des programmes plus lourds et un multitâche plus rapide.

## Source de la traduction
- (en) Cet article est partiellement ou en totalité issu de l’article de Wikipédia en anglais intitulé « Intel Compute Stick » (voir la liste des auteurs).